# 耙三窝蛛
耙三窝蛛（学名：Trilacuna rastrum）一种于中国云南省德钦县发现的蜘蛛，是卵形蛛科三窝蛛属的模式种。

## 鉴别特征
本种与角三窝蛛（Trilacuna angularis）相似，但雄性螯肢内侧末梢光滑，胸板有凹点，雄性第一、第二胫节有4对刺，插入器结构复杂。